# Hotel Palasia
L'Hotel Palasia és un hotel de luxe situat a la ciutat de Koror, a Palau. És l'edifici més alt de les illes, amb 10 plantes i una alçada de 36 m. L'edifici va costar 1 milió de dòlars i va ser finançat per Taiwan.

## Història
El gener de 1995, Chen Ding-nan, president de la secció Àsia-Pacífic de la Central Investment Holdings Company del Kuomintang (KMT), va visitar Palau, i a l'agost del mateix any Chen va signar un acord amb el polític palauà Alan Seid per construir l'hotel Palasia. Taiwan tenia el 80% de la propietat i Palau el 20%. A causa dels problemes associats amb la compra de propietats per part d'estrangers, l'hotel es va construir a les terres de Seid. L'hotel es va innaugurar el 24 d'agost de 1998.
La participació taiwanesa a l'hotel no la té el govern de Taiwan sinó el partit polític KMT a títol privat. A l'era democràtica, això s'ha convertit en un tema de controvèrsia amb una investigació del Comitè de liquidació de béns del partit.
El 2018, el govern taiwanès va impedir que el vehicle d'inversió del KMT vengués l'hotel.